# Angerlandvergleich

Flughafenlogo 2013

Angerlandvergleich bezeichnet als prägnantes Schlagwort den gerichtlichen Vergleich um den Ausbau des Flughafens Düsseldorf, der am 13. Mai 1965 vor dem Oberverwaltungsgericht Münster geschlossen wurde.
Hintergrund war die aufgrund stetig zunehmender Flugbewegungen wachsende Belastung der den Flughafen umgebenden Gemeinden durch Fluglärm und ihre Klage gegen die Flughafengesellschaft und das Land Nordrhein-Westfalen zur Begrenzung des Flughafenausbaus.
Namensgebend war das damals sechs Landgemeinden rund um den Flughafen als Gebietskörperschaft zusammenschließende, 1975 in den größeren Kommunen Düsseldorf, Duisburg, Mülheim an der Ruhr und Ratingen als Rechtsnachfolger aufgegangene Amt Angerland, dessen Name seinerseits vom nördlich und östlich des Flughafens gelegenen Unterlauf des Angerbaches herrührt.
Ergebnis des Vergleiches waren im Wesentlichen
- die Bestätigung des Nachtstartverbotes zwischen 22 und 6 Uhr,
- die Begrenzung der Länge der Haupt-Start- und Landebahn,
- die Begrenzung der Benutzung der zweiten Start- und Landebahn auf Spitzenzeiten oder als Ersatz bei nicht verfügbarer Hauptstartbahn und
- die Verpflichtung des Flughafens zum nach dem Stand der Technik bestmöglichen Schutz der Bevölkerung vor Lärm.

Die Bedeutung des Vergleiches war auch Jahrzehnte später ungebrochen und wurde vom Oberverwaltungsgericht für das Land Nordrhein-Westfalen im Jahr 2002 grundsätzlich bestätigt. Allein „im Einzelfall“ sollten „veränderte Verhältnisse“ eine Anpassung erlauben.